# メディア・パル
株式会社メディア・パルは、1989年に設立された日本の出版社。トーハンの子会社であり、東京都新宿区に本社を置いている。

## 刊行物
- アニメスタイル[2]
- いきもの写真館[3]
- 東日本大震災チャリティ同人誌「pray for Japan」
- コミケPlus[4]